# Senato & Cultura
Senato & Cultura è stata una rassegna di eventi e programma televisivo italiano prodotto da Rai Cultura, nata dalla collaborazione tra il Senato della Repubblica e la Rai e promossa dal Presidente del Senato della Repubblica Maria Elisabetta Alberti Casellati, trasmessa principalmente da Rai 5.

## Il programma
Senato & Cultura consiste in un ciclo di eventi organizzati nell'ambito di un protocollo d'intesa che impegna il Senato della Repubblica e la Rai ad accrescere la conoscenza del patrimonio artistico e culturale italiano, attraverso la valorizzazione di artisti, giovani talenti ed eccellenze italiane.
Gli eventi si svolgono presso l'Aula legislativa di Palazzo Madama a Roma. Nel 2019 si sono svolti a cadenza mensile, ogni primo sabato del mese, in occasione delle giornate di apertura al pubblico di Palazzo Madama, mentre tra 2020 e 2021 si sono svolti in maniera discontinua a causa della pandemia di COVID-19, per poi ricominciare a cadenza mensile a partire da giugno 2021.
Nel mese di dicembre gli eventi di Senato & Cultura non hanno luogo, sostituiti dal tradizionale Concerto di Natale dal Senato trasmesso da Rai 1.

## Eventi
| Edizione | Registrazione     | Trasmissione      | Rete  | Conduzione                       | Evento                                 | Telespettatori | Share |
| -------- | ----------------- | ----------------- | ----- | -------------------------------- | -------------------------------------- | -------------- | ----- |
| 1        | 2 febbraio 2019   | 9 febbraio 2019   | Rai 5 | Valentina Antonello              | Concerto della JuniOrchestra           | –              | –     |
| 2        | 2 marzo 2019      | 9 marzo 2019      | Rai 5 | Andrea Delogu                    | Talenti al femminile                   | –              | –     |
| 3        | 6 aprile 2019     | 13 aprile 2019    | Rai 5 | Andrea Delogu                    | Omaggio all'Opera                      | –              | –     |
| 4        | 4 maggio 2019     | 11 maggio 2019    | Rai 5 | Andrea Delogu                    | Omaggio al Teatro                      | –              | –     |
| 5        | 7 giugno 2019     | 15 giugno 2019    | Rai 5 | Barbara Capponi                  | La banda nella tradizione popolare     | –              | –     |
| 6        | 6 luglio 2019     | 13 luglio 2019    | Rai 5 | Andrea Delogu                    | Omaggio al Cinema                      | –              | –     |
| 7        | 14 settembre 2019 | 26 settembre 2019 | Rai 5 | Benedetta Rinaldi                | Omaggio a Napoli                       | –              | –     |
| 8        | 5 ottobre 2019    | 12 ottobre 2019   | Rai 5 | Benedetta Rinaldi                | La voce del cuore: musica per Camerino | –              | –     |
| 9        | Diretta           | 9 novembre 2019   | Rai 2 | Lorella Cuccarini                | Premio al volontariato 2019            | –              | –     |
| 10       | 11 gennaio 2020   | 8 febbraio 2020   | Rai 5 | Lorena Bianchetti                | Omaggio a Ennio Morricone              | –              | –     |
| 11       | Diretta           | 2 febbraio 2020   | Rai 2 | Lorella Cuccarini                | Omaggio a Sanremo                      | –              | –     |
| 12       | Diretta           | 11 luglio 2020    | Rai 1 | Milly Carlucci                   | Viva l'Italia                          | 994 000        | 9,7%  |
| 13       | 19 settembre 2020 | 26 settembre 2020 | Rai 5 | Benedetta Rinaldi                | Omaggio alla Danza                     | –              | –     |
| 14       | Diretta           | 10 ottobre 2020   | Rai 3 | Andrea Delogu                    | Omaggio a Genova                       | 218 000        | 3,4%  |
| 15       | Diretta           | 5 giugno 2021     | Rai 1 | Francesca Cavallin               | Omaggio a Dante                        | 822 000        | 8%    |
| 16       | Diretta           | 17 luglio 2021    | Rai 2 | Annalisa Bruchi                  | Viva le donne                          | 219 000        | 2,3%  |
| 17       | 18 settembre 2021 | 25 settembre 2021 | Rai 5 | Paola Perego                     | Musica Sacra                           | –              | –     |
| 18       | Diretta           | 16 ottobre 2021   | Rai 1 | Simona Ventura e Auro Bulbarelli | Omaggio allo sport tricolore           | 916 000        | 8,99% |
| 19       | Diretta           | 13 novembre 2021  | Rai 2 | Paola Perego                     | Premio al volontariato 2020-2021       | 230 000        | 2,4%  |
| 20       | Diretta           | 5 marzo 2022      | Rai 1 | Eleonora Daniele                 | Il futuro è donna?                     | 1 056 000      | 8,6%  |
| 21       | Diretta           | 9 aprile 2022     | Rai 3 | Serena Bortone                   | Omaggio a Pasolini                     | –              | –     |
| 22       | Diretta           | 7 maggio 2022     | Rai 1 | Manuela Moreno                   | Omaggio a Roma                         | 854 000        | 11,2% |
| 23       | Diretta           | 11 giugno 2022    | Rai 1 | Marco Carrara                    | 170 anni della Polizia di Stato        | 787 000        | 12,9% |
| 24       | Diretta           | 16 luglio 2022    | Rai 1 | Marco Carrara                    | Omaggio al Made in Italy               | 571 000        | 10,9% |